# Autorité monétaire de Singapour
L'Autorité monétaire de Singapour (en anglais : Monetary Authority of Singapore, MAS; en malais : Penguasa Kewangan Singapura); en chinois : 新加坡金融管理局 est la banque centrale de Singapour. Elle a été créée sous sa forme actuelle le 1er janvier 1971.

## Histoire
L'Autorité monétaire de Singapour (MAS) a été fondée le 1er janvier 1971 avec autorité pour réglementer et superviser les activités bancaires et financières à Singapour. Elle coexistait avec le Conseil des commissaires de la monnaie de Singapour, créé en 1967 pour émettre la monnaie de la cité-État, avec lequel elle a finalement fusionné en 2002. Avant sa création, ses fonctions étaient assumées par différents ministères et agences gouvernementales. L'acronyme MAS ressemble à mas, qui signifie «Or» en malais, la langue nationale de Singapour, bien que l'acronyme soit prononcé avec chacune de ses premières lettres.
Pendant la pandémie de COVID-19, la MAS a avancé sa réunion semestrielle d'avril au 30 mars. La MAS a décidé d'abaisser le taux d'appréciation du dollar de Singapour à zéro pour cent et d'ajuster la marge de fluctuation à la baisse, une première depuis la crise financière de 2008. C'est la première fois que la MAS prend ces deux mesures simultanément.
Contrairement à de nombreuses banques centrales dans le monde, la MAS n'est pas indépendante du gouvernement singapourien. Elle est placée sous la tutelle du Cabinet du Premier ministre (PMO) ; ses présidents étaient soit d'anciens ministres des Finances, soit des ministres en exercice. Parmi eux figurent d'anciens Premiers ministres ou les vice-Premiers ministres actuels.

### Projet Nexus
Le 30 juin 2024, la Banque des règlements internationaux (BRI) a signé un accord avec la Banque centrale de Malaisie, la Banque de Thaïlande, la Banque centrale des Philippines, l'Autorité monétaire de Singapour et la Banque de réserve de l'Inde en tant que membre fondateur du Projet Nexus, une initiative internationale multilatérale visant à faciliter les paiements transfrontaliers de détail. La Banque d'Indonésie y a participé en tant qu'observateur spécial. La plateforme, dont la mise en service est prévue d'ici 2026, permettra de relier les systèmes de paiement rapide nationaux des pays membres.

## Gouverneurs de la banque
| Rang | Nom                    | Mandat                          |
| ---- | ---------------------- | ------------------------------- |
| 1er  | Hon Sui Sen            | (Janvier 1971 – juillet 1980)   |
| 2e   | Goh Keng Swee          | (Août 1980 – janvier 1985)      |
| 3e   | Richard Hu             | (Janvier 1985 – décembre 1997)  |
| 4e   | Lee Hsien Loong        | (Janvier 1998 – août 2004)      |
| 5e   | Goh Chok Tong          | (20 août 2004 – 1er mai 2011)   |
| 6e   | Tharman Shanmugaratnam | (1er mai 2011 – 8 juillet 2023) |
| 7e   | Lawrence Wong          | (8 juillet 2023 – 15 mai 2024)  |
| 8e   | Gan Kim Yong           | (15 mai 2024 – Titulaire)       |